# 众品集团
众品集团，或称众品食业，是位于中国河南省许昌市长葛市的一家从事农产品加工、食品生产、冷藏物流的股份制企业，在美国纳斯达克主板上市，交易代码为HOGS。
集团有下属53家分、子公司，主要产品包括冷鲜肉和低温肉制品系列，“众品”为中国驰名商标。

## 公司历史
- 1993年3月，组建长葛市肉联厂；[2]
- 1997年7月，改称长葛市众品食业有限公司；
- 1999年12月，改称河南众品食业股份有限公司；
- 2002年5月，通过ISO9001(2000)质量管理体系认证；
- 2004年6月，成立河南众品进出口贸易有限公司；
- 2008年1月，纳斯达克全球精选市场上市；

## 资料来源
1. ↑  王俊伟. . 大河网-河南商报. 2008年1月11日  [2025-03-14]. （原始内容存档于2018年9月30日）.
2. 1 2  . 众品集团.   [2012年11月]. （原始内容存档于2018-10-05）.